# Carthage (Mississipi)
Carthage és una població dels Estats Units a l'estat de Mississipi. Segons el cens del 2000 tenia 4.637 habitants.

## Demografia
Segons el cens del 2000, Carthage tenia 4.637 habitants, 1.490 habitatges, i 1.065 famílies. La densitat de població era de 191,5 habitants per km².
Dels 1.490 habitatges en un 37,1% hi vivien nens de menys de 18 anys, en un 43,8% hi vivien parelles casades, en un 23,6% dones solteres, i en un 28,5% no eren unitats familiars. En el 25,4% dels habitatges hi vivien persones soles el 13,5% de les quals corresponia a persones de 65 anys o més que vivien soles. El nombre mitjà de persones vivint en cada habitatge era de 2,62 i el nombre mitjà de persones que vivien en cada família era de 3,12.
Per edats la població es repartia de la següent manera: un 26,1% tenia menys de 18 anys, un 11,7% entre 18 i 24, un 28,4% entre 25 i 44, un 18,1% de 45 a 60 i un 15,7% 65 anys o més.
L'edat mediana era de 33 anys. Per cada 100 dones de 18 o més anys hi havia 96,4 homes.
La renda mediana per habitatge era de 25.052 $ i la renda mediana per família de 30.069 $. Els homes tenien una renda mediana de 27.060 $ mentre que les dones 17.280 $. La renda per capita de la població era de 12.986 $. Entorn del 21,5% de les famílies i el 26,8% de la població estaven per davall del llindar de pobresa.

## Poblacions més properes
El següent diagrama mostra les poblacions més properes.